# متن ازدواج و موسیقی طلاق
متن ازدواج و موسیقی طلاق (کره‌ای: 결혼작사 이혼작곡) یک مجموعه تلویزیونی محصول کره جنوبی سال ۲۰۲۱ با بازی سونگ هون، لی ته گون، پارک جو می، لی گا ریونگ، لی مین یونگ، جون سو کیونگ، جون نو مین و کانگ شین هیو است. فصل اول از ۲۳ ژانویه تا ۱۴ مارس ۲۰۲۱، روزهای شنبه و یکشنبه ساعت ۲۱:۰۰ (کی‌اس‌تی) از تی‌وی چوسان پخش شد. این مجموعه برای استریم جهانی در نتفلیکس قابل دسترسی است.
فصل دوم از ۱۲ ژوئن تا ۸ اوت ۲۰۲۱، روزهای شنبه و یکشنبه ساعت ۲۱:۰۰ (کی‌اس‌تی) از تی‌وی چوسان پخش شد. این فصل برای استریم در نتفلیکس قابل دسترسی است. قسمت پایانی فصل دو به آمار بینندگان ۱۶٫۵۸۲٪ در سراسر کشور دست یافت و تبدیل به یکی از درام‌های پربیننده در تلویزیون کابلی کره جنوبی شد.
فصل سوم از ۲۶ فوریه تا ۱ مه ۲۰۲۲، روزهای شنبه و یکشنبه ساعت ۲۱:۰۰ (کی‌اس‌تی) از تی‌وی چوسان پخش شد. قسمت پایانی آن به آمار بینندگان ۱۰٫۳۹٪ رسید که بهترین رتبه‌بندی برای این فصل بود. این فصل نیز برای استریم در نتفلیکس قابل دسترسی است.

## بررسی اجمالی مجموعه
| فصل | قسمت‌ها | قسمت‌ها | تاریخ اصلی روی آنتن رفتن | تاریخ اصلی روی آنتن رفتن | زمان پخش                          | میانگین آمار بینندگان (میلیون) |
| فصل | قسمت‌ها | قسمت‌ها | اولین بار                | آخرین بار                | زمان پخش                          | میانگین آمار بینندگان (میلیون) |
| --- | ------ | ------ | ------------------------ | ------------------------ | --------------------------------- | ------------------------------ |
| ۱   | ۱۶     | ۱۶     | ۲۳ ژانویه ۲۰۲۱           | ۱۴ مارس ۲۰۲۱             | شنبه و یکشنبه ساعت ۲۱:۰۰ (کی‌اس‌تی) | ۱٫۶۱۴                          |
| ۲   | ۱۶     | ۱۶     | ۱۲ ژوئن ۲۰۲۱             | ۸ اوت ۲۰۲۱               | شنبه و یکشنبه ساعت ۲۱:۰۰ (کی‌اس‌تی) | ۱٫۹۵۴                          |
| ۳   | ۱۶     | ۱۶     | ۲۶ فوریه ۲۰۲۲            | ۱ مه ۲۰۲۲                | شنبه و یکشنبه ساعت۲۱:۰۰ (کی‌اس‌تی)  | ۱٫۶۵۷                          |